# Фуражный переулок (Санкт-Петербург)
Фура́жный переу́лок — переулок в Центральном районе Санкт-Петербурга. Проходит от 9-й Советской улицы до Госпитальной улицы.

## История

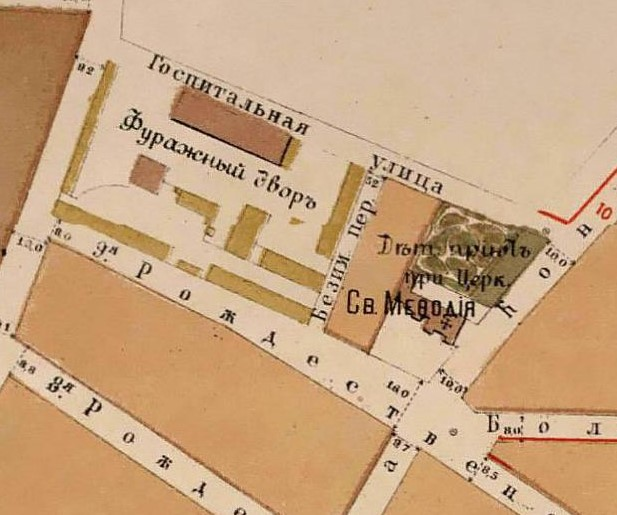
Фуражный двор и окружающие улицы на плане 1880 года

Первоначально — Безымянный переулок (на планах 1877 — 1880 годов).

Современное название присвоено 7 марта 1880 года, как указано в решении

…для сохранения памяти о бывшем фуражном дворе <на месте домов № 2 и № 4>.

С 7 октября 2015 года было введено одностороннее движение по Фуражному переулку от 9-й Советской улицы до Госпитальной улицы, а также на самой Госпитальной.

## Объекты
- дома 1 и 3 — концерн «Гранит-Электрон». Здание № 3, литера Ж, включено в «Список диссонирующих объектов», нарушающих архитектурное единство городской застройки[2].
- дом 4 — жилой дом.

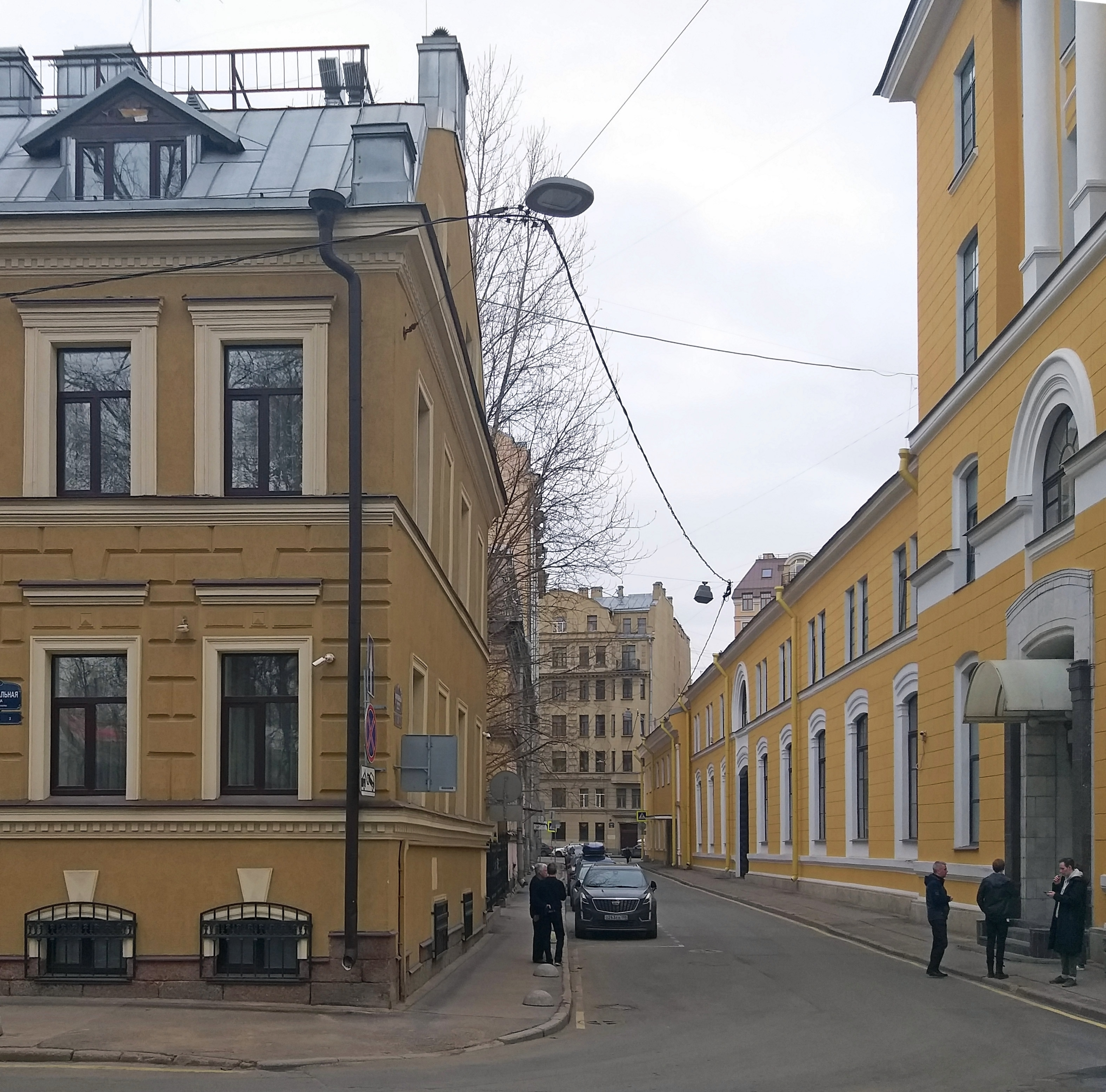
Вид переулка от Госпитальной ул. в сторону 9-й Советской
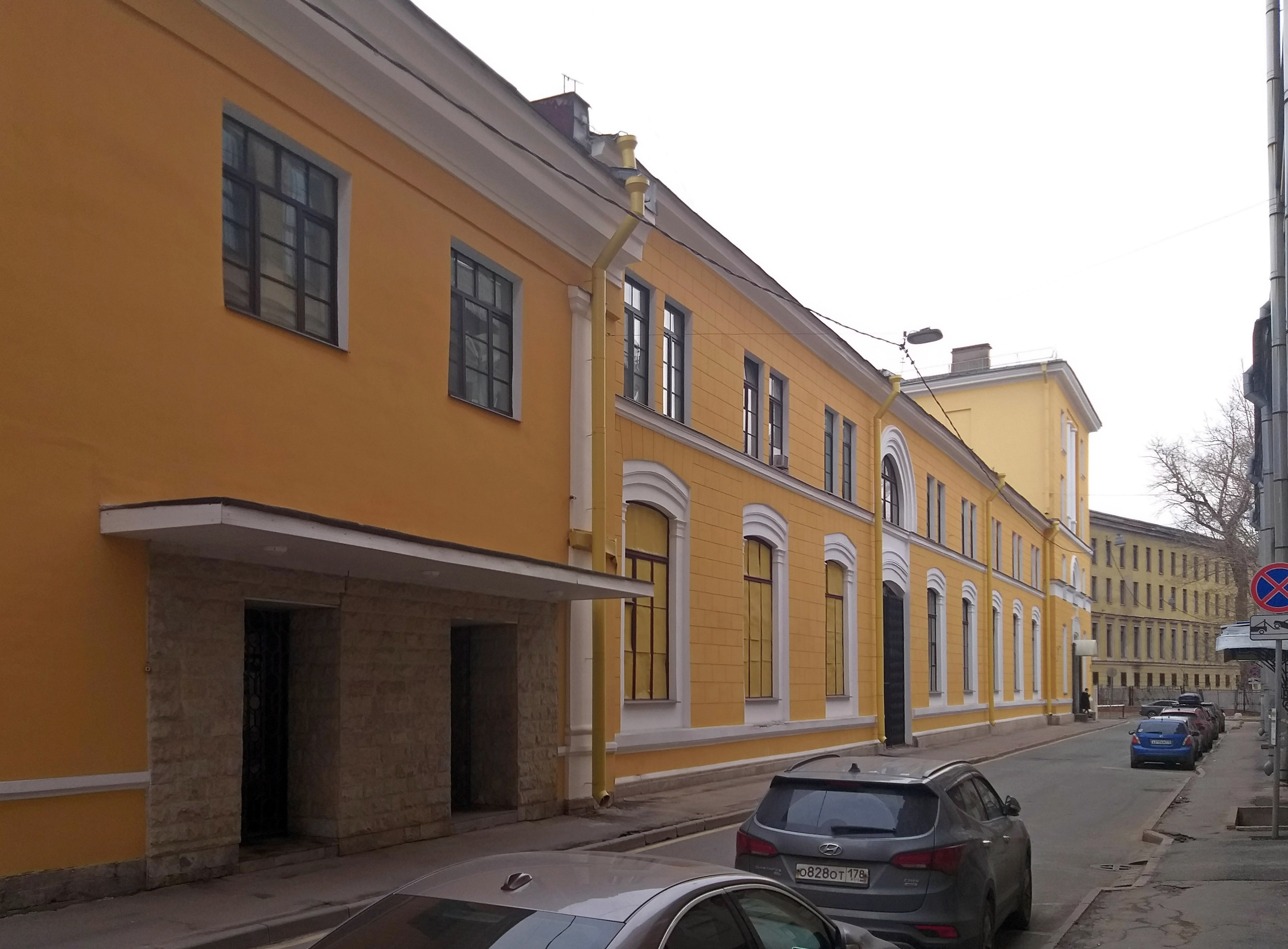
дом 3 лит К
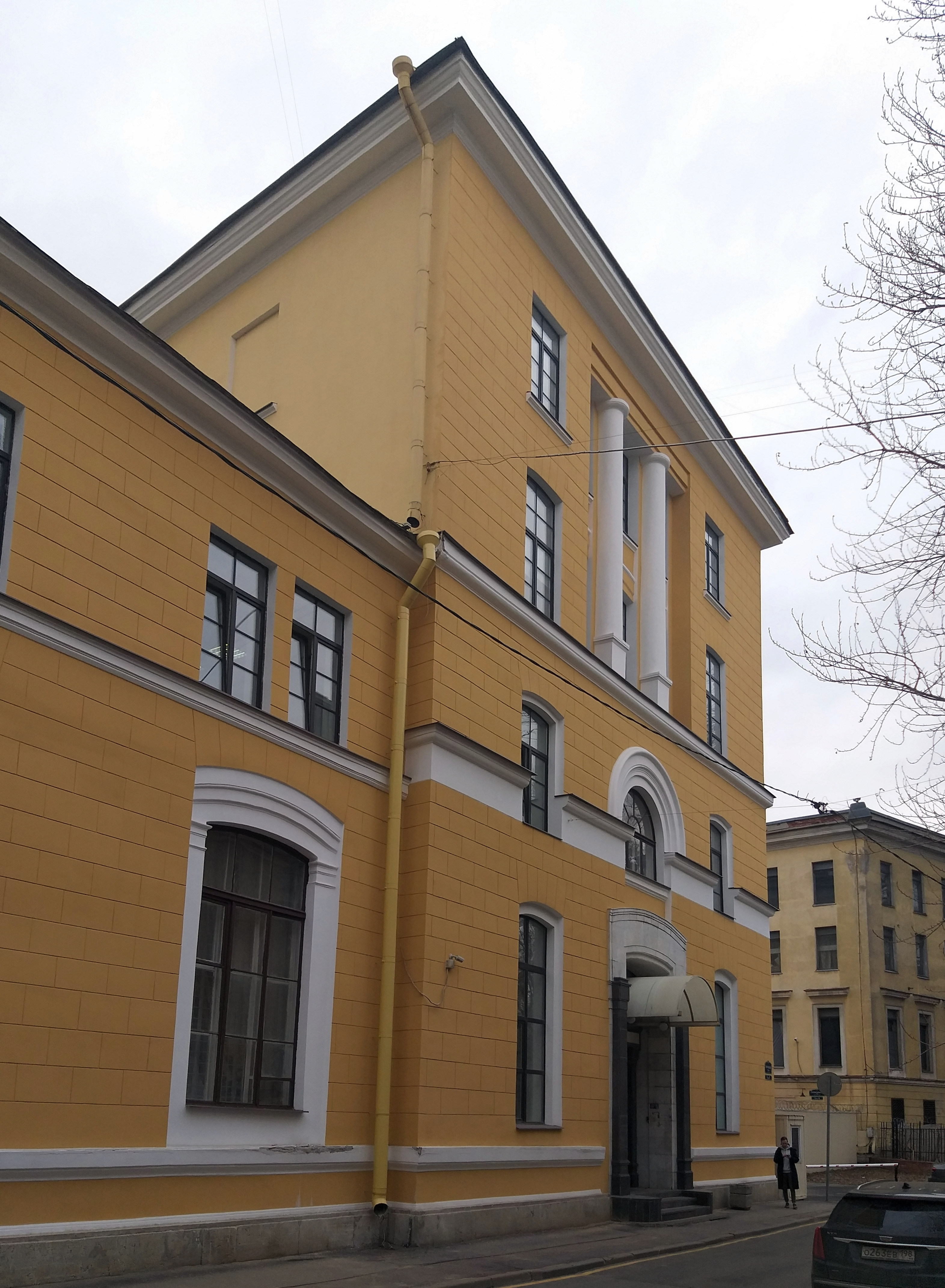
дом 3 лит К
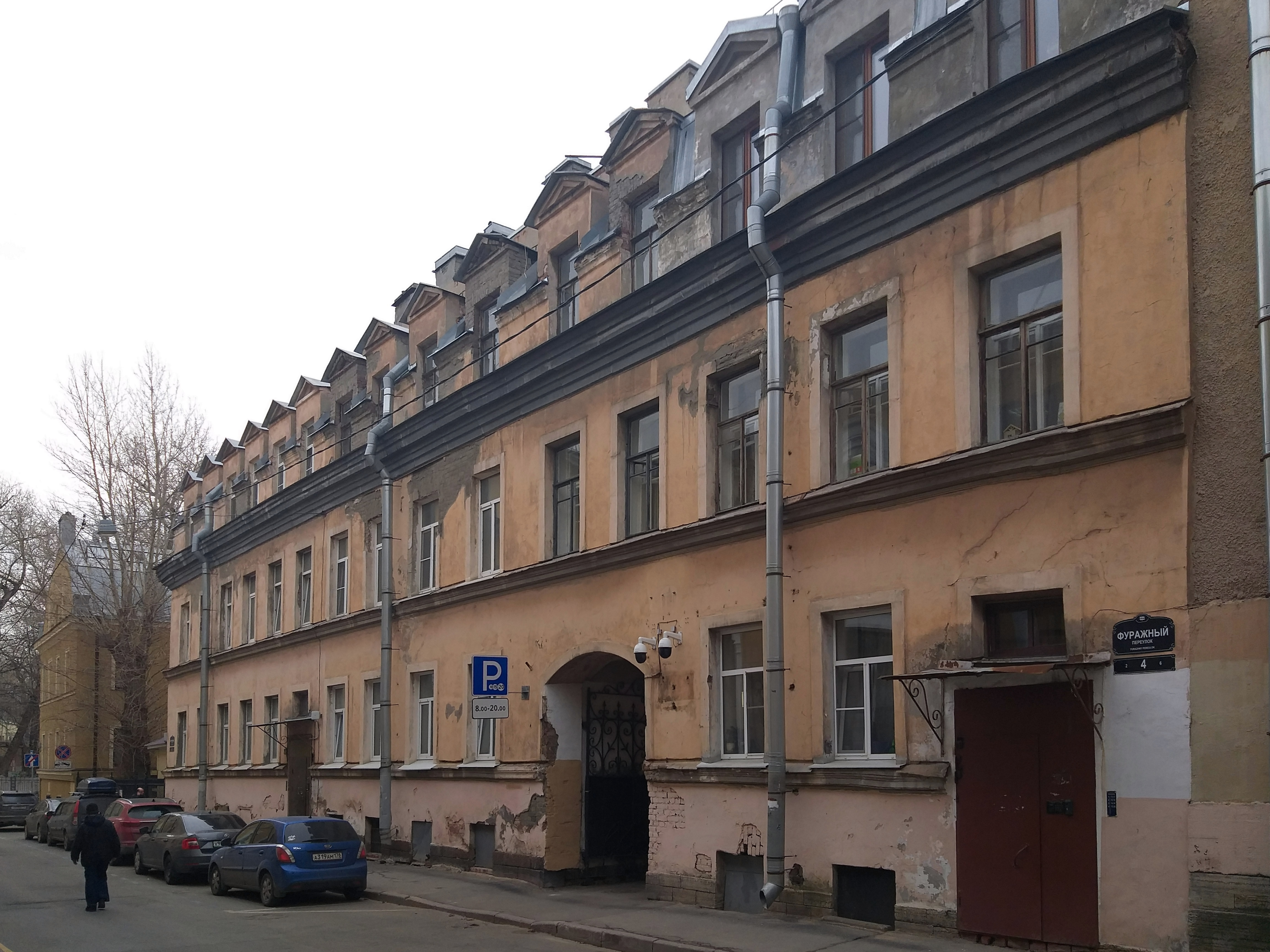
дом 4 — общий вид
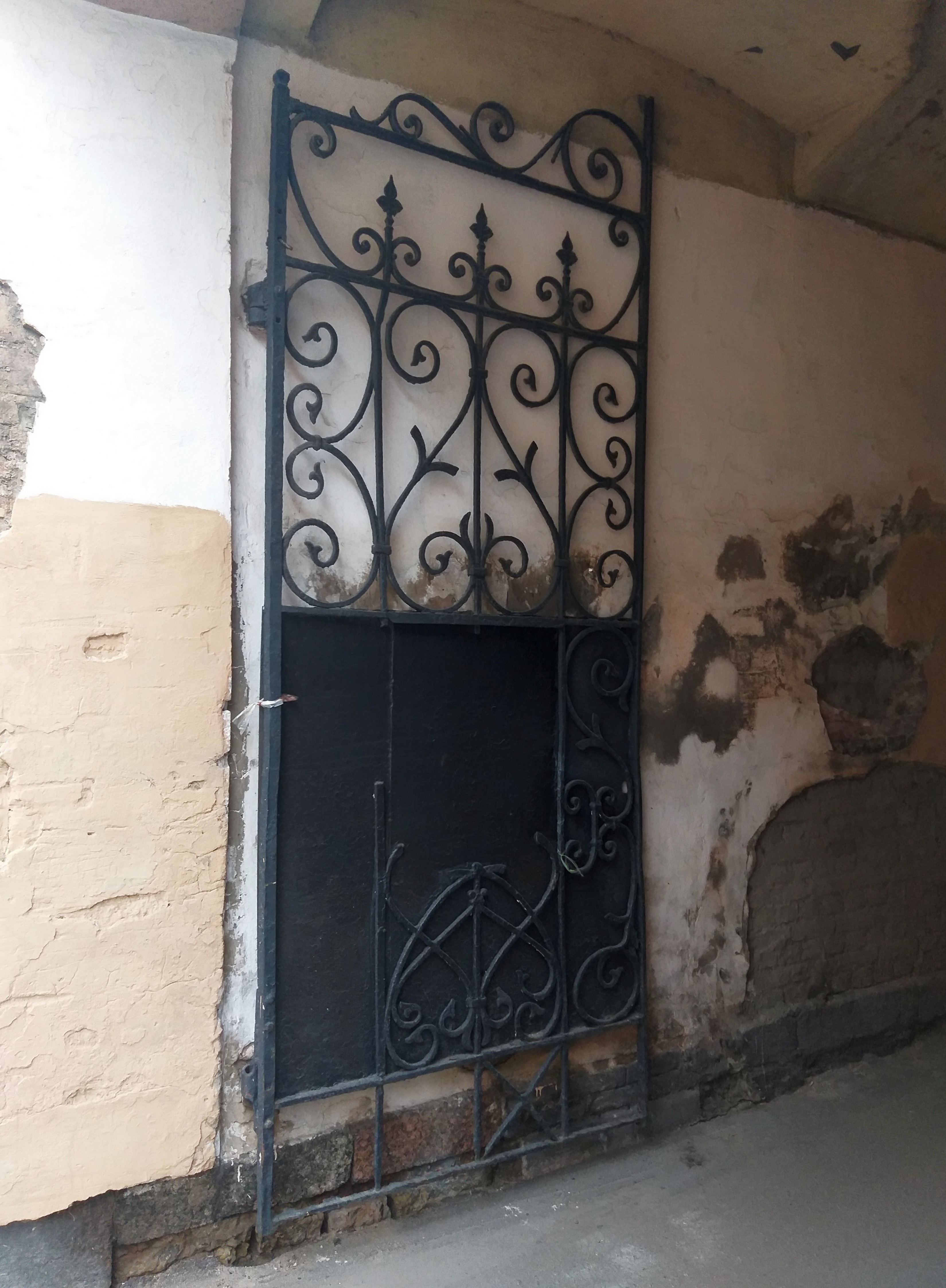
дом 4 — левая створка ворот